# CD Real Sociedad
Club Deportivo Real Sociedad is een Hondurese voetbalclub uit de stad Tocoa, Colón.
De club werd in 1986 opgerich en speelt sinds 2012 in de hoogste klasse en bereikte tweemaal de tweede positie, bij de Clausura 2012 en Apertura 2013. De huidige coach is Héctor Castellón, die in mei 2013 de Colombiaan Jairo Ríos opvolgde.

## Erelijst
- Liga Nacional de Honduras

2012 (C), 2013 (A)

## Bekende (oud-)spelers
- Julio César de León
- Rony Martínez
- Danilo Turcios

Honduras Progreso · 
Juticalpa · 
Marathón · 
Motagua · 
Olimpia · 
Platense ·
Real España · 
Real Sociedad ·
UPNFM · 
Vida